# Rio Banifing
O rio Banifing ou Banifing de Kouoro é um rio do Burquina Fasso e do Mali, cujo trajeto define parte da fronteira entre ambos os países. É afluente do rio Bani. Drena uma área de 19579 km2 e tem um comprimento de cerca de 200 km.
O rio tem as suas nascentes no Burquina Fasso, na fronteira com o Mali. Forma a fronteira entre os dois estados durante cerca de 100 km e tende a fluir para oeste nesta secção. Depois de sair da fronteira, muda o seu rumo em direção noroeste. O Banifing finalmente desagua no Bani a cerca de 50 km a nordeste de Diola. O Banifing é um dos quatro rios da Bacia do Bani, que tem o nome do rio principal. Além dos afluentes do Bagoé e do Baoulé com este nome, há outro afluente do Bani, que flui perto da cidade de San, no Mali.